# Hoodoo (station)

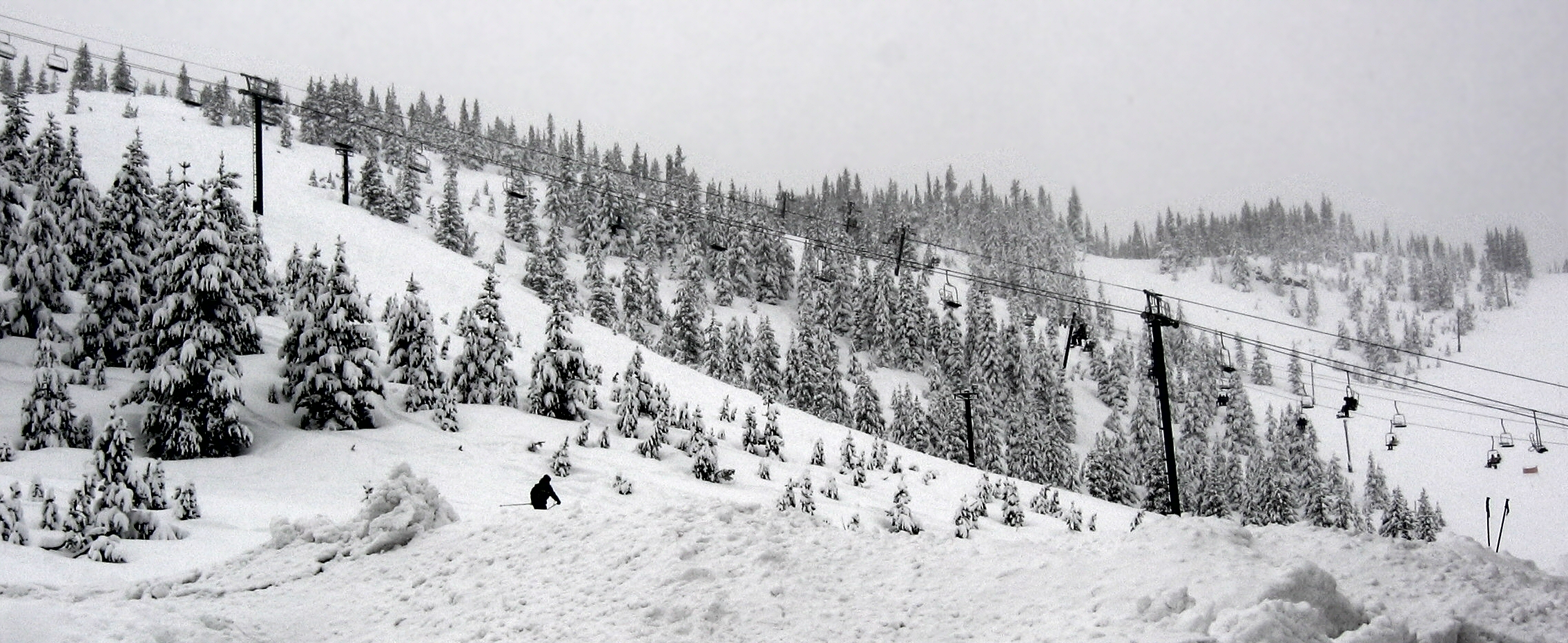
Station de Hoodoo

La station de sports d'hiver de Hoodoo (Hoodoo ski area) est localisée dans l’État de l’Oregon à l’ouest des États-Unis. La station est logée à l’intérieur de la forêt nationale de Willamette sur la Hoodoo Butte, un volcan localisé dans la région montagneuse de la chaine des Cascades. Le domaine skiable s’étend sur près de 326 hectares et dispose de cinq remontées mécaniques. L’altitude du domaine varie de 1 423 m à 1 738 m.
La station fut ouverte à la fin des années 1930 par Ed Thurston. La station sera rachetée dans les années 1960 par la Hoodoo Ski Bowl Developers Inc. puis par Chuck Shepard à Eugene en 1999.